# SpaceX Crew-3
SpaceX Crew-3 là chuyến bay hoạt động thứ ba của phi thuyền Crew Dragon và là chuyến bay theo quỹ đạo tổng thể thứ tư của Chương trình Phi hành đoàn Thương mại. Tàu không gian này được phóng thành công vào lúc 02:03:31 UTC ngày 11 tháng 11 năm 2021 lên Trạm vũ trụ quốc tế.
Endurance mang theo 4 phi hành gia là Raja Chari, Tom Marshburn, Kayla Barron của NASA, và Matthias Maurer của Cơ quan Vũ trụ châu Âu. huyến bay kéo dài 22 giờ đến Trạm vũ trụ quốc tế.

## Phi hành đoàn
Phi hành gia người Đức ESA Matthias Maurer được chọn đầu tiên cho chuyến bay vào tháng 9 năm 2020. Các phi hành gia NASA Raja Chari và Thomas Marshburn đã được bổ sung vào ngày 14 tháng 12 năm 2020 vào phi hành đoàn. Chỗ thứ tư còn trống và người ta dự đoán rằng chỗ trống này giành cho một nhà du hành vũ trụ Nga, đánh dấu sự khởi đầu của một thỏa thuận đổi hàng cho phép NASA và Roscosmos trao đổi chỗ trên tàu Soyuz và Commercial Phương tiện phi hành đoàn, mặc dù vào tháng 4 năm 2021, chính quyền lúc đó của NASA Steve Jurczyk đã nói rằng thỏa thuận này sẽ khó có thể bắt đầu cho đến khi Phi hành đoàn 3 ra mắt. Chỗ thứ tư đã được giành cho Kayla Barron tháng 5 năm 2021.
Chari là phi hành gia rookie thứ nhất chỉ huy một chuyến bay không gian của NASA kể từ khi phi hành đoàn Skylab 4 bay tới trạm vũ trụ Skylab vào năm 1973. Gerald Carr, người chưa bay trong không gian trước đây, chỉ huy phi hành đoàn ba người trong chuyến bay 84 ngày trên Skylab. Đây cũng là chuyến bay không gian đầu tiên của Maurer và Barron.